# …a bude hůř (film)
…a bude hůř je český hraný film, který natočil režisér Petr Nikolaev podle stejnojmenné knihy Jana Pelce. Hráli v něm například Karel Žídek, Filip Kaňkovský, Radomil Uhlíř, Vratislav Brabenec, Pavel Zajíček a další. Snímek byl v několika kategoriích nominován na Českého lva, z nichž proměnil tu za střih (Jiří Brožek) a filmový plakát. Film se odehrává v sedmdesátých letech na severu Čech.